# یواس‌اس ژوزفین (اس‌پی-۳۲۹۵)
یواس‌اس ژوزفین (اس‌پی-۳۲۹۵) (به انگلیسی: USS Josephine (SP-3295)) یک کشتی بود که طول آن ۴۸ فوت (۱۵ متر) بود. این کشتی در سال ۱۹۱۳ ساخته شد.